# 前科ありの女たち
『前科ありの女たち』（ぜんかありのおんなたち）は、2014年11月28日にフジテレビ系列「赤と黒のゲキジョー」で放送されたテレビドラマ。元々は、前週の11月21日に放送予定だったが、高倉健の死去に伴い『南極物語』が追悼番組として放送されたため、順延となった。

## あらすじ
殺人罪で10年間服役していた石神由紀子は仮釈放となり、罪を犯す原因を作った元夫・秋山孝典への復讐心に燃えていた。自分が出所し、弱味を握っていることを秋山に悟らせ、少しずつ追いつめていく。
一方、由紀子と同じ日に刑期を終えて出所した逢坂みのりは、逮捕以来5年ぶりに田舎へ帰るが、心から喜んでくれたのは祖母だけで、みのりの逮捕で嫌がらせされ続けていた弟は怒りを、母は困惑を、近所の人は冷たい目を向けるばかりだった。このままでは、また家族に迷惑をかけてしまうと考えたみのりは、東京に戻り、仕事を探す。
みのりは勤めることになった仕出し弁当屋で由紀子と再会する。

## キャスト

### 主要キャスト
石神 由紀子
演 - 安田成美
夫の勤務先の社長を殺害した罪で服役していた。服役中に同房の囚人たちから囲碁やピッキングを教わった。殺人の元凶を作った元夫への復讐を目論んでいる。
父親に窃盗の前科があり、苦労の多い人生を送ってきた。孝典の情にほだされ結婚したが、暴力を振るわれ、犯罪者の娘と蔑まれる生活へと変貌していった。
逢坂みのり
演 - 相武紗季
業務上横領罪で5年間服役していた。出所後に実家に戻ったが、服役中に家族がどんな目に合っていたかを初めて知り、また事情を知る近隣の人の目が厳しく、家族に迷惑をかけると思い、家を出た。横領した2000万円は付き合っていた男に貢いだが、取調べでは一切話さなかった。
スナック「アルト」のママ
演 - 七瀬なつみ
由紀子がかつて働いていたことがある。出所した由紀子に脱税をバラすと脅され、孝典の居場所を教える。
秋山 俊
演 - 今井悠貴
由紀子の盲目の息子。児童養護施設「つばさ愛育園」で暮らす。母親は死んだと聞かされている。
秋山 孝典
演 - 渡辺いっけい
由紀子の元夫。由紀子や俊に暴力を振るっていた。
九十九食品の社長
演 - 村松利史
由紀子とみのりのパート先の仕出し弁当屋の社長。前科者も受け入れてくれる会社として保護司の間では有名だが、通常のパート従業員は午前4時からだが、前科ありの従業員は午前2時からの勤務で、他の従業員に分かるようになっている。
元山 竜二
演 - 竹財輝之助
みのりが金を貢いだ男。何人もの女たちを騙している。
美沙子
演 - 木南晴夏
竜二に騙されている女の1人。実は由紀子の同房だった女で、みのりの目を覚まさせるために、由紀子に頼まれて竜二に近づく。
後藤
演 ‐ 有福正志
町内会長。囲碁が趣味。由紀子の鮮やかな打ち筋に惚れ込む。由紀子の正体を知らず、えんぴつ社長の別荘地を教える。
大衆食堂の店主
演 - 島田洋七
由紀子とみのりが出所後に最初に寄った食堂「めし処 黒がね」の店主。刑務所が近いため、度々出所者が立ち寄るが、みのりの身なりを見て前科者と見抜き、食事の提供を拒否した。

### その他
逢坂芳恵 - 朝加真由美
みのりの母。
逢坂サキ ‐ 五月晴子
みのりの祖母。
逢坂久志 - 森廉
みのりの弟。
花巻社長 ‐上杉祥三
柿沼 - 徳井優
信子 ‐ 恒吉梨絵
スナック「メルヘン」のママ。
- 澤田育子、今里真、渡辺健、浅見小四郎、田口主将、橘家二三蔵、諸橋玲子、本田清澄、鈴木美生代、桜井ひとみ、吉藤健太郎、真田せつこ、青木和枝、西田薫、よしのよしこ、森田亜紀、柿弘美、長澤和奏、團遥香、田中雄土、安保泰我、阿部孝将

## スタッフ
- 脚本 - 武田有起
- 演出 - 国本雅広
- 撮影 - 岡崎真一
- 法律監修 - 石井誠一郎
- 方言指導 - 小柳ふよう
- VFX - 岡野正広
- 技術協力 - フォーチュン、ヴァンシャープ
- 照明協力 - Kカンパニー
- 美術協力 - フジアール
- ポスプロ - ビーグル、3one
- 音響効果 - アックス
- スタジオ - 砧スタジオ
- 編成企画 - 太田大（フジテレビ）
- プロデューサー - 千葉行利（ケイファクトリー）、宮川晶（ケイファクトリー）
- 制作進行 ‐ 山内遊
- 制作 - フジテレビ
- 制作著作 - ケイファクトリー